# Cullohill
Cullohill is een plaats in het Ierse graafschap Laois. De plaats telt 200 inwoners.